# ASD Skorpions Varese
L'A.S.D. Skorpions Varese è una associazione sportiva dilettantistica di Powerchair Hockey con sede a Besnate (VA), nata nel giugno 2003 su iniziativa di Claudio Carelli, già giocatore del Monza e della Nazionale. Fin dai primi anni è iscritta ai campionati Nazionali della FIWH (Federazione Italiana Wheelchair Hockey) Onlus, attualmente la federazione Nazionale è nominata FIPPS (Federazione Italiana Paralimpica Powerchair Sport).

## Consiglio direttivo
- Presidente · Giordano Carelli
- Vice Presidente · Fabio Mantiero
- Consiglieri · Alessandro Battaglin · Anna Rossi · Andrea Ronsval · Gianfranco Santeramo · Tiziano Fattore

## Cronistoria
- 2003 · Fondazione dell'A.S.D. Skorpions Varese W.H.
- 2003-2004 · 3º posto in Campionato
- 2004-2005 ·  Campioni d'Italia. Vincono anche la  Coppa Italia.
- 2005-2006 · Vincono la  Coppa Italia, 3º posto in Campionato.
- 2006-2007 ·  Campioni d'Italia. Vincono la 1ˆ  Supercoppa Italiana.
- 2007-2008 ·  Campioni d'Italia. Vincono la  Coppa Italia. In Germania a maggio secondi nella 8ª edizione della "Römer Cup". A ottobre 4º posto 
nel 5º Torneo Internazionale di E-Hockey di Zurigo.
- 2008-2009 ·  Campioni d'Italia. Vincono la  Supercoppa Italiana. Terzi nella Champions in Germania.
- 2009-2010 ·  Campioni d'Italia. Vincono il primo trofeo Europeo  nel 6º Torneo Internazionale di E-Hockey di Zurigo.
- 2010-2011 · Terzi in Campionato di serie A1. Vice-campioni europei nella "Champions Cup" in Germania.
- 2011-2012 · Terzi nel Girone B di serie A1. Per il primo anno non qualificati ai Playoff. Secondi nel 7º Torneo Internazionale di E-Hockey di Zurigo.
- 2012-2013 · Terzi nel Girone B di serie A1. Non qualificati ai Playoff. Terzi classificati nella 9ª edizione della "Römer Cup". Terzi classificati nel torneo 
dedicato ai 10 anni di fondazione, dietro ai tedeschi dei Torpedo Ladenburg e ai vincitori dellaCoco Loco Padova.
- 2013-2014 · Terzi nel Girone B di serie A1. Non qualificati ai Playoff. A giugno 4º posto nell'8º Torneo Internazionale di E-Hockey di Zurigo.
- 2014-2015 · Terzi nel Girone B di serie A1. Non qualificati ai Playoff. La squadra si divide in A e B e nel 2º Torneo Internazionale di Varese 
si piazzano rispettivamente al 9º e al 11º posto su dodici squadre partecipanti, la vittoria va ai veterani Torpedo Ladenburg (DE).
- 2015-2016 · Quinti nel Girone B di serie A1. Non qualificati ai Playoff.
- 2016-2017 · Quinti nel Girone B di serie A1. Non qualificati ai Playoff.
- 2017-2018 · Secondi nel Girone B di serie A1. Alle finali solo Sesti su sei squadre.
- 2018-2019 · Quinti nel Girone A di serie A1. Non qualificati ai Playoff.
- 2019-2020 · Inseriti nel Girone A di serie A1. Campionato in corso.

- 2011 · Nascita della seconda squadra A.S.D. Skorpions Varese W.H.
- 2011-2012 · Terza nel Girone C di A2. Non qualificata ai Playoff.
- 2012-2013 · Seconda nel Girone A di A2. Non qualificata ai Playoff.